# Indiana Hill
Indiana Hill is een voormalige mijnnederzetting in Placer County in Californië. De nederzetting ligt ongeveer 1,5 km ten zuiden van Gold Run en naast een heuvel met dezelfde naam. De plaats stond op kaarten uit 1873.